# Racomitrium aquaticum
Racomitrium aquaticum là một loài Rêu trong họ Grimmiaceae. Loài này được (Brid. ex Schrad.) Brid. mô tả khoa học đầu tiên năm 1819.